# Mentol
El mentol és un compost orgànic de tipus terpè −exactament un monoterpè alcohol–, una substància aromàtica present en algunes plantes com per exemple la menta (d'on prové el nom) tot i que també es pot produir sintèticament. S'evapora fàcilment absorbint calor, per això és molt olorosa i dona sensació de frescor. La seva fórmula química és C10H20O.
És una substància cerosa i cristal·lina de color clar o blanc sòlid a temperatura ambient i que es fon lleugerament per sobre d'aquesta temperatura. La principal forma que es troba en la natura és (−)-mentol. El mentol és un anestèsic local i amb propietats contra la irritació emprant-se especialment contra les irritacions menors de la gola. També actua com un antagonista del receptor opioide kappa.

## Estructura
El mentol natural existeix en forma de l'estereoisòmer (-)-mentol (1R,2S,5R). Els 8 possibles estereoisòmers són: 